# UMS: The Universal Military Simulator
UMS: The Universal Military Simulator is een computerspel uit 1987. Het spel werd uitgegeven door Rainbird Software en ontwikkeld door Intergalactic Development. Het spel is een oorlogsspel en toont het speelveld isometrisch met bovenaanzicht. In het spel kunnen slagvelden nagespeeld worden vanaf de antieke oudheid tot aan de sciencefictiontoekomst. De speler kan het spelveld in verschillende detail bekeken, vanaf een losse unit tot en met het gehele speelveld ineen.

## Platform
| Jaar | Platform         |
| ---- | ---------------- |
| 1987 | Atari ST, DOS    |
| 1988 | Amiga, Macintosh |

## Ontvangst
| Beoordeeld door                       | Jaar | Platform  | Score |
| ------------------------------------- | ---- | --------- | ----- |
| The Games Machine (UK)                | 1988 | DOS       | 92%   |
| ACE (Advanced Computer Entertainment) | 1988 | Atari ST  | 91%   |
| Atari ST User                         | 1988 | Atari ST  | 90%   |
| Joker Verlag präsentiert: Sonderheft  | 1990 | Amiga     | 72%   |
| Joker Verlag präsentiert: Sonderheft  | 1990 | DOS       | 72%   |
| Joker Verlag präsentiert: Sonderheft  | 1990 | Atari ST  | 72%   |
| Computer Gaming World (CGW)           | 1990 | Amiga     | 50%   |
| Computer Gaming World (CGW)           | 1990 | Atari ST  | 50%   |
| Computer Gaming World (CGW)           | 1990 | Macintosh | 50%   |
| Computer Gaming World (CGW)           | 1991 | DOS       | 40%   |